# Cleistocactus corroanus
Cleistocactus corroanus es una especie de planta suculenta perteneciente al género Cleistocactus, dentro de la familia Cactaceae. Se distribuye desde Perú (concretamente del departamento peruano de Cusco) hasta el este de Bolivia.

## Descripción
Cleistocactus corroanus es una especie de cactus que crece como un árbol. Tiene forma columnar, está muy ramificado y alcanza alturas de 2 a 4 m. Los tallos tienen la epidermis de color verde, son largos y erguidos, no están segmentados y alcanzan un diámetro de hasta 8 cm. 
Presentan de 4 a 6 costillas, sobre las cuales se asientan las areolas. De éstas surgen habitualmente 5 espinas que no pueden distinguirse en espinas centrales y radiales. Son cortas, de color blanco grisáceo y siempre una de ellas es más larga que las otras y apunta hacia abajo.
Las flores son numerosas y estrechas, tienen forma de embudo y miden de 4,5 a 5 cm de largo. Se abren por la noche y permanecen abiertas hasta el día siguiente. Los pétalos son de color blanco y los sépalos son de color blanco verdoso con la punta marrón. El pericarpelo y el tubo floral están cubiertos de escamas largas, pelos cortos y algunas cerdas.
Los frutos son esféricos, truncados y abultados. Son de color más o menos rojo rosado, tienen un capullo floral persistente y se abren longitudinalmente. La pulpa es de color naranja rojizo. Las semillas son brillantes y de color marrón oscuro o negruzco. Miden alrededor de 1,5 mm de largo, tienen pequeños puntos y el hilio es ancho.

## Distribución y hábitat
El área de distribución nativa de esta especie va desde Perú (concretamente en el departamento peruano de Cusco) hasta el este de Bolivia y crece principalmente en el bioma tropical estacionalmente seco, a elevaciones de 1500 a 2000 metros sobre el nivel del mar.

## Taxonomía
La primera descripción de esta especie fue como Samaipaticereus corroanus, publicada en 1952 por el botánico boliviano Martín Cárdenas Hermosa en la revista ilustrada Cactus and Succulent Journal 24: 141.
Posteriormente, el botánico británico Nigel Paul Taylor colocó la especie en el género Cleistocactus, pasando a llamarse Cleistocactus corroanus y anotando estos cambios en la revista científica Annals of Botany. Oxford 132: 1001 en el año 2023.
Etimología
- Cleistocactus: nombre genérico que deriva de la combinación de la palabra griega kleistos (que significa cerrado), y cactus (término latino que alude a las plantas del género Cactaceae), haciendo referencias a que son "cactus con flores cerradas", ya que en algunas especies apenas se abren y parecen estar cerradas.
- corroanus: epíteto específico otorgado en honor a Aníbal Corro, quien descubrió la especie.[5]

## Estado de conservación
En la Lista Roja de Especies Amenazadas de la UICN, la especie está clasificada como de “Preocupación Menor (LC)” y no se conocen amenazas importantes para la conservación de esta especie.

## Usos
Se cultiva principalmente como planta ornamental y su propagación se realiza a través de esquejes o semillas.